# جیمی منووا
جیمی منووا (انگلیسی: Jimi Manuwa؛ زادهٔ ۱۸ فوریهٔ ۱۹۸۰) ورزشکار هنرهای رزمی ترکیبی اهل نیجریه است.